# Боро (Пенсільванія)

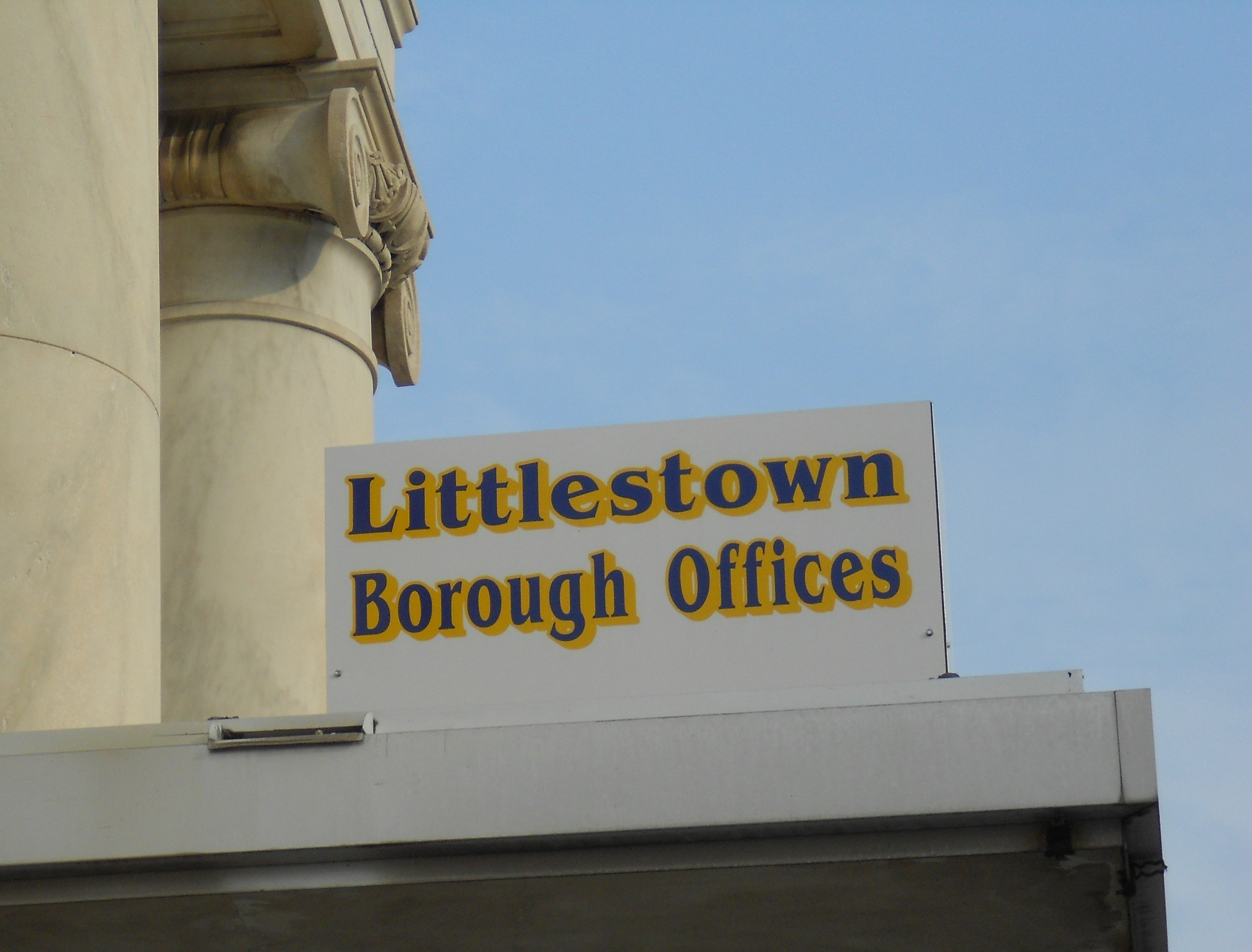
Вивіска муніципального управління боро Літлстаун

Боро (англ. Borough, інколи просто англ. Boro) — вид самоврядного муніципалітету в штаті Пенсільванія. За розміром боро зазвичай менше міста. Всього в штаті налічується 958 боро.
Усі муніципалітети Пенсільванії поділяються на міста, муніципалітети з правом місцевого самоврядування, боро або тауншип. Єдиним винятком є місто Блумсберг, якому уряд штату надав статус самоврядного міського поселення, єдиного в штаті. Проте багато муніципалітетів з правом місцевого самоврядування, з різних причин, класифікуються як боро або тауншип, незважаючи на те, що кодекс штату про боро і тауншипи до них не застосовується.